# 競馬場インターチェンジ
競馬場インターチェンジ（けいばじょうインターチェンジ）は、新潟県新潟市北区樋ノ入（どのいり）にある国道7号新新バイパスのインターチェンジ。
ICを降り、新発田川を渡ってすぐのところにJRA新潟競馬場があり、開催日やGIレースの場外発売日になると大変混雑する。また、旧豊栄市の中心部に最も近いため、新新バイパスの中では新潟方面 - 豊栄相互間の往来にも多く利用されるICでもある。

## 歴史
- 1977年（昭和52年）10月24日：海老ヶ瀬IC - 当IC間開通（暫定2車線）[1]
- 1981年（昭和56年）12月4日：当IC - 東港IC間開通（暫定2車線）[1]
- 1986年（昭和61年）10月20日：海老ヶ瀬IC - 当IC間4車線化[1]
- 1989年（平成元年）9月16日：当IC - 東港IC間4車線化[2]

## 接続道路
- 新潟県道324号豊栄太夫浜線（競馬場通り、芋黒線）

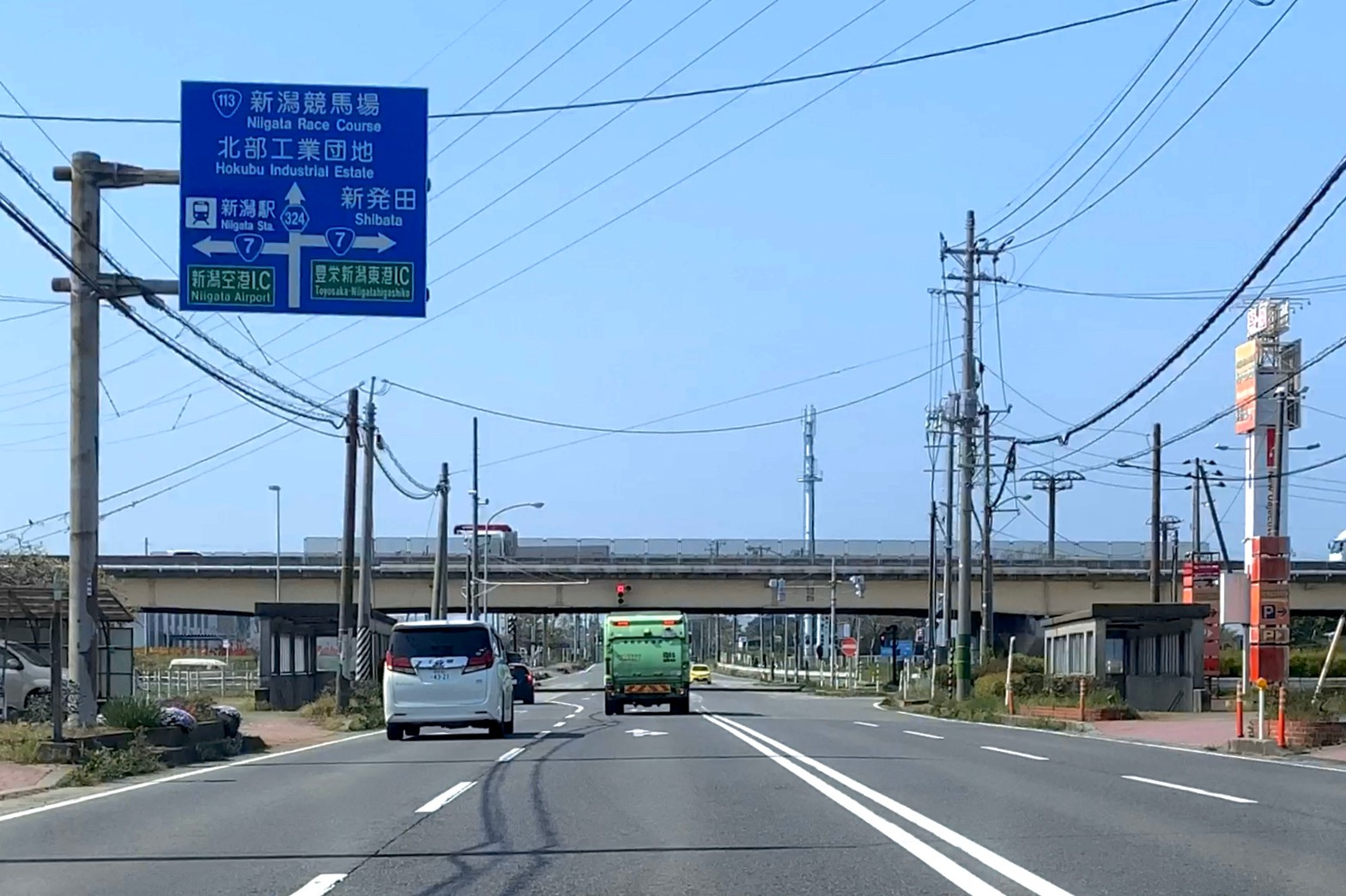
接続道路から見たIC（2020年4月）

## 周辺
- 新潟県新潟北警察署
- 新潟競馬場

## 隣
国道7号新新バイパス
濁川IC - 競馬場IC - 豊栄IC